# いち・もく・さん
いち・もく・さんは、松竹芸能・漫才協会に所属する日本のお笑いコンビ。2001年3月結成。

## メンバー
- 江口 輝（えぐち あきら）1976年8月19日（48歳）
大阪府寝屋川市出身、桃山学院大学卒業、血液型A型、身長162cm、体重115kg。
歌唱力があり、これを生かして『お願い!ランキング』の「歌うま芸人オーディション」に出演し、プロの歌手に3週連続で勝利した。
2017年6月28日放送の水曜日のダウンタウン「売れてない芸人でも彼女はカワイイ説」で5年間付き合った彼女にサプライズプロポーズをし見事成功した。
- くぼた 隆政（くぼた たかまさ）1977年3月13日（47歳）
広島県広島市出身、桃山学院大学卒業。血液型O型、身長167cm、体重55kg。
大学生の時に素人として吉本興業所属「ものいい」の吉田サラダと遊びでコンビを組んでいた。
よゐこ濱口優率いるブジュアルエア・バンド禿夢のエアギターを担当している。
広島東洋カープのファンである。

## 来歴
- 姓名判断（画数）に凝っている江口の提案で、「・（中点）」で画数を調整した。
- フジテレビ「こたえてちょーだい」「わかってちょーだい!」の再現ドラマ等に出演していた。

## 出演

### テレビ
- こたえてちょーだい!（フジテレビ）再現VTR
- どーも☆キニナル!（フジテレビ）再現VTR
- 本音の殿堂  再現VTR
- 天才てれびくんMAX（NHK Eテレ）- 08年度ドラマレギュラー
- 爆笑オンエアバトル（NHK総合）- 戦績0勝3敗 最高209KB
- お笑い登龍門 ガッハ（フジテレビ）
- 真王伝説（テレビ埼玉他）
- お願い!ランキング（テレビ朝日）- 「歌うま芸人オーディション」江口のみ
- ものまねグランプリ（日本テレビ）- 江口のみ、2013年9月29日に「男なのに女歌軍団」のメンバーで出演
- プレミアの巣窟（フジテレビ）- 漫才ネタ
- 明石家地下王国（TBS）- ノーセンスギャグで出演
- 水曜日のダウンタウン（TBS）- 江口のみ、売れてない芸人でも彼女はカワイイ説（くぼたもわずかではあるが出演）
- スマートフォンデュ（テレビ朝日、2018年10月25日[1]）

### 舞台
- みょーちゃん劇団（第5回公演から）